# Валеріо Неґріні
Валеріо Неґріні (італ. Valerio Negrini) — італійський музикант та текстяр, один з засновників гурту Pooh.
Був ударником вокалістом та текстярем Pooh до 1971,  пізніше лише текстярем, головним чином у спілці з Робі Факкінетті, з яким створив велику кількість успішних пісень гурту.

## Біографія

### Перші роки
Валеріо НеҐріні у 1962 знайомиться з Мауро Бертолі, і вони вдвох створюють гурт Jaguars (Ягуари), який у лютому 1966 отримує назву Pooh (Пу )у множині)).
З початку існування гурту Валеріо був його ударником та текстярем, крім того грав на гітарі та співав. Його голос, після Рікардо Фольї, був одним з переважаючих в ансамблі (саме він промовляє вступний текст титульної пісні альбому Opera prima); між іншими він співає La fata della lunaФея місяця)tre,  primo e l'ultimo uomo (Перша та остання людина)
У 1971, після опублікування альбому Opera prima, Неґріні
вирішує вийти з гурту, залишаючись однак п'ятим прихованим пухівцем.
Однією з найголовніших причин такого рішення певно були складнощі у відносинах, що склались між ним та продюсером Джанкарло Лукар'єлло. 

## П'ятий пухівець
Валеріо продовжує співробітництво з Pooh, пишучи тексти для більшості їх пісень, до 1975 коли розділяє цей обов'язок з своїм заступником за ударними Стефано Д'Ораціо.
З моменту коли Pooh починають самопродюсування (1976), вплив Лукар'єлло падає,і тексти Неґріні радикально змінюються, звертаючись до різноманітних тем. Між інших його ідей є назва славетного альбому Poohlover. 
У 1977, записує разом з Доді Баталья, Робі Факкінетті та Стефано Д'Ораціо сорокап'ятку під псевдо Mediterraneo System. Дві пісні (в яких Валеріо Неґріні є головним голосом) звучать по-пухівському ефектно, проте залишаються майже невідомими. Принагідно сорокап'ятка передається на радіо. Вона складається з композицій Ci pensi? (Гадаєш?) та  Mezzanotte a maggio (Північ у травні). Перша з них отримала місце на офіційній збірці лейблу CGD. 
у вісімдесятих Валеріо пише тексти також для сольних дисків Робі Факкінетті та Доді Баталья.
Серед текстів написаних для інших артистів згадуються: Un sogno tutto mio (що Катеріна Казеллі презентує на Фестивальбарі у 1973), Uomini addosso Мільви, Ce la fai Мігуеля Бозе, Trappole (Пастки) Еудженіо Фінарді, Innamoratevi come me (Закохуйтесь як я) Лени Бйонкаті, Sto con te (Залишаюсь з тобою) Анни Рустікано, Hey città (Гей місто) та Park Hotel гурту Everest, у яких був також продюсером. 

## Наступні десятиліття
Неґріні супроводжує Pooh у турне 1992 (граючи старі композиції в кінці концерту).
З нагоди двадцятип'ятиріччя гурту, Валеріо публікує книжку "Le guerre poohnike" (Війни poohnike), в який пояснює біографію групи з своєї точки зору, включаючи деякі конфлікти. 
У 1993, майже через двадцять років після своєї останньої вокальної участі в пісні, співає разом з Робі Факкінетті у композиції Facciamo una canzone (Заспіваймо пісню),, що увійшла до сольного альбому Факкінетті Fai col cuore (Роби з серцем).
Починаючи з перших років нового тисячоліття внесок Неґріні в тексти гурту зменшується за рахунок аналогічної діяльності Стефано Д'Ораціо, хоча праця Неґріні як текстяра вважається одним з небагатьох дійсно незамінних елементів в творчості Pooh.  [Архівовано 28 серпня 2011 у Wayback Machine.]
З моменту, коли Стефано Д'Ораціо залишив гурт (2009), в ансамблі відбувається переорієнтація. Внаслідок цього в альбомі 2010 Dove comincia il sole (Де починається сонце), всі тексти належать виключно Валеріо.

## Особисте життя
Має три доньки: Аліче (1979), Лінду(1990) та Джіневру (2006). З 1995 у шлюбі з Паолою. 